# Marlene Vieira

Marlene Vieira

Marlene Vieira (Maia, 1980) é uma chef de cozinha portuguesa e foi a única mulher a integrar o grupo de chefs da Time Out Market, em Lisboa. Em 2025, foi distinguida com uma Estrela Michelin.

## Percurso
Marlene Vieira é filha de talhantes e aos 12 anos teve a sua primeira experiência na cozinha ao trabalhar num restaurante nas férias. Aos 16 anos, Vieira ingressou na Escola de Hotelaria de Santa Maria da Feira. Trabalhou no Forte de São João Baptista, em Vila do Conde e aos 21 anos mudou-se para Manhattan, para trabalhar no restaurante Alfama, de comida típica portuguesa. 
Em Portugal, Vieira foi chef residente do restaurante Manifesto, ao lado do chef Luís Baena. Posteriormente, no restaurante Avenue, em Lisboa, liderou sozinha a cozinha daquele espaço. Vieira também trabalhou no Hotel Sheraton do Porto e noutros hotéis de 5 estrelas, tendo liderado ainda o restaurante O Panorâmico, em Oeiras.
Vieira foi jurada e professora, durante duas temporadas, do concurso Chefs Academy, na RTP 1.
Em 2019, Vieira foi uma das convidadas do XX Fórum Gastronómico da Corunha, onde expôs uma pequena amostra da sua cozinha e em 2020, participou no Festival Atlântico Gastronómico Saborea Lanzarote.

## Reconhecimentos e Prémios
- Os pastéis de nata que confecionava no restaurante Alfama, em Manhattan, foram reconhecidos pelos críticos do The New York Times com 3 estrelas.[1][7]

- 2009 - participou pela primeira vez no concurso Chefe Cozinheiro do Ano tendo ficado em 1º lugar na etapa regional, em Coimbra.[4][8]
- 2019 - na competição A Melhor Patanisca Lisboeta, incluída no Festival Peixe em Lisboa, foi a cozinheira vencedora escolhida por um júri liderado por Maria de Lourdes Modesto.[9]
- Vieira foi uma das figuras convidadas para integrar a série da RTP História da Gastronomia Portuguesa.[4][10]
- Foi distinguida nos The Best Chef Awards de 2024, com o One Knife (excelência) [11][12]
- Em 2025, ela e Rita Magro tornaram-se nas primeiras chefs portuguesas a serem distinguidas com uma Estrela Michelin, após 30 anos. [13][14]
- Em 2025, foi distinguida com o Prémio As Mulheres Mais Influentes de Portugal, 2024.[15]

## Obra
Escreveu:
- 2018 - Os Doces da Chef Marlene: O Sabor do Saber Português, editora Casa das Letras, ISBN 9789897419911 [16]

## Ligações Externas
- Site Oficial - Chef Marlene Vieira
- RTP | Chefs Academy (2014)
- TVI | Festival da Comida (2017)
- SIC | O Programa da Cristina: A chef Marlene Vieira e a filha ensinam a fazer "Coquinhos com frutos vermelhos" (2019)
- eTaste | Série documental A Moda da Cozinha, o quinto episódio é dedicado a Marlene Vieira (2018)